# Định lý Apéry
Định lý Apéry là một định lý toán học mang tên nhà toán học người Pháp Roger Apéry (1916 - 1994) chứng minh ra nó vào năm 1978.

## Phát biểu
Giá trị của hàm Riemann Zeta ζ(3) là số vô tỉ: {\displaystyle \zeta (3)=1+{\frac {1}{2^{3}}}+{\frac {1}{3^{3}}}+{\frac {1}{4^{3}}}+\cdots }={\displaystyle 1.20205\;69031\;59594\;28539\;97381\;61511\;44999\;07649\;86292\,\ldots } (dãy số A002117 trong bảng OEIS)

## Lưu ý
ζ(3) là một chuỗi vô hạn nghịch đảo của lập phương (của các số nguyên đương)
Chứng minh ban đầu đã rất phức tạp và khó hiểu. Sau đó, một chứng minh tương đối ngắn đã tìm thấy bởi ứng dụng của đa thức Legendre.
Kết quả hiện còn khá cô lập: người ta biết rất ít về ζ(n) trong đó n là các số lẻ khác.
Do tính chất quan trọng ζ(3) đã được đặt tên là Hằng số Apéry